# Gloria Guzmán
Gloria Guzmán (Vitoria, 15 de abril de 1900-Buenos Aires, 18 de septiembre de 1979) fue una actriz y vedette argentina.

## Biografía
Nacida en Vitoria, Álava, España, en el seno de una familia modesta. Según fuentes documentales la fecha de nacimiento fue 26 de enero de 1890.
Con cuatro años ya viajó a América al emigrar su familia a Cuba pero al poco tiempo vuelve a España a vivir en Toledo en compañía de su tía. Allí comenzó su afición por el mundo musical y de la escena, acudiendo al teatro y representaciones de opereta y estudiando música.
Sus primeros pasos en el mundo de la farándula vinieron de la mano de una compañía de aficionados. Más tarde se incorpora como bailarina a la compañía de zarzuela y revista de la artista Úrsula López actuando por Madrid, Málaga y Sevilla.
Ya como profesional trabajó en América (Puerto Rico, Venezuela, Panamá y Colombia), Filipinas y España, tanto como bailarina de revista, cantante como actriz cómica.
Como bailarina debutó en Manila (Filipinas) en el "Opera House", actuó en todo América e incluso en Paris en el famoso teatro "Palace". Como cantante se decantó por el cuplé (trabajando en el teatro "La Latina" en Madrid) e incluso por La Zarzuela, aunque en esta faceta su vida artística fue muy corta realizando solo una temporada de este género en Buenos Aires (Argentina), cantando algunas zarzuelas importantes como Los gavilanes o La montería.
Iniciada como vedette, en 1931 dio el gran salto en el celuloide, contratada por la Paramount, participando en pequeños papeles en algunas películas de la eṕoca, como la versión hispana de Hombre de frac de Fred Astaire, dirigida por Carlos San Martín. Debutó en los estudios de Joinville en Las luces de Buenos Aires, de Adelqui Millar, donde actuó con Carlos Gardel y Pedro Quartucci.
En Argentina sus intervenciones en el cine fueron escasas pero llegó a participar en 8 películas, como Cuatro corazones, con Enrique Santos Discépolo, Radio Bar. Dirigida por Daniel Tinayre filmó Tren internacional y con Ernesto Arancibia Pájaros de cristal a mediados del 50'.
De gran carrera teatral participó, además del teatro de revistas, en obras como No salgas esta noche, Los maridos engañan de 7 a 9, con Enrique Serrano, Todos en París conocen, con María Concepción César, Si Eva se hubiese vestido, Doña Clorinda, La descontenta, Una noche de amor, Caramela de Santiago, Una estrella entre las nubes, "Mujeres", entre otras. Fue estrella en el Teatro Maipo, realizó varias temporadas con Juan Carlos Thorry, debutó en el Teatro Empire con Como casarse en siete días, una obra de Alfonso Paso, tuvo su propia compañía y realizó giras por México y España. De sus últimas actuaciones en teatro se destacan su labor en "40 kilates", con Mirtha Legrand y "Pippin".
En televisión protagonizó ¡Esto es Gloria!, por Canal 11 e incursionó en ciclos como "Entre brumas". En 1972 tuvo un pequeño papel en Disputas en la cama.
Cuando estuvo en Hollywood, conoció a figuras importantes de la escena de la época, como Maurice Chevalier y Josephine Baker y a importantes miembros de la aristocracía y de la alta sociedad como el príncipe Humberto de Saboya o el maharajá de Kapurtala.
Según cinenacional falleció el 18 de septiembre de 1979 a los 77 años en Buenos Aires y otras fuentes documentales regresó en los años 70 a España donde falleció.

## Filmografía[2]
- Entre brumas (1973)
- Disputas en la cama (1972)
- María M. (1964)
- Yo quiero vivir contigo (1960)
- Pájaros de cristal (1955)
- Tren internacional (1954)
- Cuatro corazones (1939)
- Radio Bar (1936)
- Un caballero de frac (1931)
- Las luces de Buenos Aires (1931)